# روني فيليبس
روني فيليبس (بالإنجليزية: Ronnie Phillips)‏ (30 مارس 1947 في المملكة المتحدة - 18 أبريل 2002 بكمبريا في المملكة المتحدة) هو لاعب كرة قدم بريطاني في مركز جناح ‏. لعب مع بولتون واندررز ونادي بوري ونادي تشيسترفيلد ونادي تشستر سيتي ونادي تشورلي ونادي بارو.